# Liste der tschetschenischen Außenminister
Die Liste der tschetschenischen Außenminister enthält die Außenminister der Tschetschenischen Republik Itschkerien. Diese war von 1991 bis 2000 ein international nicht anerkannter, de facto unabhängiger Staat und wird seit 2000 von einer Exilregierung weitergeführt.
| Antritt          | Abgang    | Außenminister                   | Leben    | Partei                                      |
| ---------------- | --------- | ------------------------------- | -------- | ------------------------------------------- |
| 1991             | 1992      | Shamil Benno                    | * 1958   |                                             |
| 1992             | 1996      | Shamseddin Yusef                |          |                                             |
| 1996             | 1997      | Ruslan Chimayev                 | ? – 1998 |                                             |
| 1997             | 1998      | Mowladi Saidarbijewitsch Udugow | * 1962   | All-National Congress of the Chechen People |
| 30. Oktober 1998 | Juli 1999 | Akhyad Idigov                   | * 1948   |                                             |
| 29. Juli 1999    | 2005      | Ilyas Akhmadov                  | * 1960   |                                             |
| 2005             | 2006      | Usman Ferzauli                  | * 1958   |                                             |
| 2006             | 2007      | Achmed Chalidowitsch Sakajew    | * 1959   |                                             |
| 2007             | amtierend | Usman Ferzauli                  | * 1958   |                                             |